# Roccellographaceae
Roccellographaceae  is een familie van korstmosvormende schimmels uit de orde Arthoniales. 

## Geslachten
Volgens Index Fungorum bestaat het uit de volgende drie geslachten:
- Dimidiographa
- Fulvophyton
- Roccellographa